# Amy Koita
Ami Koita (Djoliba, 1952), biệt danh "diva nhạc Mandinga", là ca sĩ người Mali.

## Tiểu sử
Bà sinh ra ở ngôi làng mang tên Djoliba, ở trung tâm phía tây của Sudan thuộc Pháp (thuộc địa của Đế quốc Pháp từ năm 1879 đến 1960), 40 km phía tây nam Bamako (thủ đô Mali), trong lòng sâu vào bờ sông Nigeria và cách Guinea vài giờ đi bộ. Gia đình cô có một truyền thống lâu đời về yelis (hoặc griot: thi nhân, nhà thơ và người kể chuyện đường phố), trong văn hóa Mandinga (và bên trong văn hóa Bambara).
Mẹ bà đến từ Kirimadon de la magna, nơi diễn ra trận chiến nổi tiếng của Hoàng đế Sundiata Keita (1190-1255) vào thế kỷ thứ mười ba. Cha của bà, Bengaly Fode Koita, một người theo chủ nghĩa truyền thống thuần túy, nổi tiếng ở Mali vì đã đóng góp vào việc kể lại các sự kiện của các vị vua lịch sử, như Sundiata Keita, về các trận chiến khác nhau do các lãnh chúa như Samory Touré (1830- 1900), Babemba (vua của Sikasso), Tiramangan Traoré, Fakoly Dumbia (thế kỷ thứ mười ba), El Hadj Umar Tall, v.v.
Cả cha và mẹ bà đều là griot. Cha của bà, để cứu mạng sống của vị tù trưởng già của làng Djoliba, thề rằng nếu tù trưởng chết, ông sẽ không bao giờ hát nữa trong đời. Vì vậy, Amy không bao giờ nghe cha mình hát. Cha bà mất khi bà mới ba tuổi. Vì cái chết của cha mình, bà chuyển đến Bamako cùng mẹ, nhưng luôn duy trì mối quan hệ gắn bó với Djoliba.
Bà của bà, người đã chết tròn một trăm tuổi vào năm 1992, là nguồn cảm hứng bất tận và là hình mẫu của sự thuần khiết Mandinga, đối lập với ngôn ngữ và văn hóa Pháp của các thành phố, mà Amy coi là văn hóa khốn khiếp.
Bác của bà, Wa Kamissoko, anh trai của mẹ bà, là một nhà sử học nổi tiếng quốc tế vì đã viết về lịch sử của Mandingas, và được xuất bản dưới tựa đề Les grandes gestes du Mali ('những việc làm vĩ đại của Mali'), bởi Youssouf Tata Cissé (1935-2013). Từ mẹ, bàđã học cách hát và làm thế nào để biến giọng hát trở nên quan trọng đối với Griot. Từ bà ngoại, bà học được cách cư xử, nhạy cảm và tôn trọng truyền thống. Từ người chú của mình, Wa Kamissoko, cô đã học được những câu chuyện về con người của mình, không thay đổi.

## Danh sách đĩa nhạc
- Bomboli Niaré (1976)
- Néné Daou (1978)
- Amy Koita (1985) LP SP 1001
- Tata Sira (1986) CD Mélodie 42079-2
- Nakan (1988) CD Mali Stars Mélodie 38115-2
- Mamaya (1989) CD Mélodie 38120-2
- Mory Djo (1989)
- Djamba Kono (1992)
- Songs of praise (1993) Stern's Africa STCD 1039
- Carthage (1995) CD Sonodisc CDS 6840
- Djiguy (1998) CD Déclic 8459132
- Sarama (2000) K7 SA-SN 0012
- Africawé (2003)